# Melanagromyza duplicata
Melanagromyza duplicata este o specie de muște din genul Melanagromyza, familia Agromyzidae, descrisă de Mitsuhiro Sasakawa în anul 1992.
Este endemică în Columbia. Conform Catalogue of Life specia Melanagromyza duplicata nu are subspecii cunoscute.